# Omiodes noctescens
Omiodes noctescens is een vlinder uit de familie van de grasmotten (Crambidae), uit de onderfamilie van de Spilomelinae. De wetenschappelijke naam van deze soort is voor het eerst voorgesteld als Charema noctescens door Frederic Moore in een publicatie uit 1888.
De soort komt voor in India (West-Bengalen), Nepal, Bhutan en Zuid-China, Taiwan, Korea, Japan.